# Grand Prix automobile d'Émilie-Romagne 2022
GP précédent GP suivant
Le Grand Prix automobile d'Émilie-Romagne 2022 (Formula 1 Rolex Gran Premio del Made in Italy e dell'Emilia-Romagna 2022) disputé le 24 avril 2022 sur l'Autodromo Enzo e Dino Ferrari d'Imola est la 1061e épreuve du championnat du monde de Formule 1 courue depuis 1950. Il s'agit de la troisième édition du Grand Prix d'Émilie-Romagne comptant pour le championnat du monde et de la quatrième manche du championnat 2022.
Dans le contexte de la pandémie de Covid-19 le circuit d'Imola accueille en novembre 2020 un premier Grand Prix d'Émilie-Romagne. Le nom du Grand Prix vient de la région (commanditaire principal de l'épreuve) où est situé le circuit d'Imola qui n'avait plus été utilisé dans le championnat depuis 2006 où il était depuis 1981 l'hôte du Grand Prix de Saint-Marin. Le Grand Prix romagnol est reconduit en 2021 puis en 2022, où la Formule 1 lui accorde un contrat courant jusqu'en 2025.
Lors d'une séance de qualifications fortement perturbée par la pluie et interrompue cinq fois par un drapeau rouge, Max Verstappen obtient la quatorzième pole position de sa carrière et sa première de la saison ; il s'élance donc en tête du sprint le samedi, avec Charles Leclerc, battu de 779 millièmes de seconde en pneus intermédiaires, à ses côtés en première ligne. La deuxième ligne de cette première grille de départ est inédite avec Lando Norris, troisième, devant Kevin Magnussen qui réalise la meilleure qualification d'une Haas. Les Mercedes et Carlos Sainz Jr., sorti de la piste sur l'autre Ferrari, n'ont pas dépassé la Q2.
Devancé dès le départ du sprint par Charles Leclerc, qui roule en tête jusqu'à l'avant-dernier des 21 tours, Max Verstappen profite de la dégradation des pneus tendres de la F1-75 du Monégasque (graining à l'avant) et de son aileron arrière mobile pour le doubler et devenir le premier pilote à marquer huit points un samedi précédant la course. Comme pour ce sprint, il partage la première ligne du départ dominical avec Leclerc. Parti septième, Sergio Pérez se hisse en troisième position, en deuxième ligne devant Carlos Sainz, revenu du dixième rang. Dépassé par la Red Bull et la Ferrari, Lando Norris est en troisième ligne, aux côtés de son coéquipier Daniel Ricciardo. Valtteri Bottas, qui a gagné une place, et Kevin Magnussen, qui en a perdu quatre, s'élancent en quatrième ligne ; ces huit premiers marquent tous des points. La cinquième ligne est composée de Fernando Alonso et Mick Schumacher.
Max Verstappen fait un carton plein en marquant 34 points, le maximum possible dans la configuration d'un Grand Prix comprenant le sprint (victoire les samedi et dimanche et meilleur tour en course). Il réalise, de surcroît, le deuxième grand chelem de sa carrière en menant la course de bout en bout sans jamais être inquiété, pour gagner sa vingt-deuxième victoire, sa deuxième de la saison. Le combat pour la deuxième place, entre Charles Leclerc (qui doit tout d'abord dépasser Lando Norris après avoir manqué son départ) et Sergio Pérez tourne à l'avantage du Mexicain quand le pilote Ferrari, parti à la faute à dix tours de l'arrivée, retourne à son stand pour changer de museau ; ressorti neuvième, il remonte jusqu'à la sixième place sous le drapeau à damier, alors que Norris a les honneurs du podium, derrière un doublé des Red Bull.
Bien qu'une averse se soit abattue sur le circuit avant le départ, il ne pleut pas durant la course. Sur une piste encore mouillée, les pilotes partent en pneus intermédiaires. Alors que Max Verstappen s'élance sans problème, Charles Leclerc, qui manque son impulsion, est doublé par Sergio Pérez et Lando Norris. Derrière eux, Daniel Ricciardo accroche Carlos Sainz et l'expédie dans un bac à graviers dont il ne peut s'extraire. L'Australien doit retourner aux stands et dispute toute la course au fond du peloton. La voiture de sécurité est de sortie le temps que la Ferrari de Sainz soit dégagée. Après la relance, au huitième tour, Leclerc se défait de Norris et part à la chasse de Pérez. À partir du dix-septième tour, tous imitent Ricciardo qui, la trajectoire s'asséchant, troque ses pneus sculptés pour des gommes medium. Leclerc s'arrête après Pérez et ressort devant lui mais les pneus du Mexicain ont déjà atteint leur température optimale et il le dépasse immédiatement. Loin de Verstappen qui caracole en tête, le combat pour la deuxième place se poursuit, Leclerc retournant au stand au quarante-neuvième tour pour se chausser de pneus neufs. Il ressort pour être dépassé par Norris, alors que Pérez et Verstappen couvrent sa stratégie. Le Monégasque attaque fort : il reprend la troisième place à Norris, se rapproche de Pérez, puis  au cinquante-troisième tour, il escalade un vibreur dans la Variante Alta, perd sa voiture qui  part en tête-à-queue et tape légèrement les protections, ce qui l'oblige à regagner à nouveau son stand pour changer de museau. Il dépasse ensuite successivement Kevin Magnussen, Sebastian Vettel et Yuki Tsunoda pour grappiller les huit points de la sixième place. Il explique par la suite qu'étant en lutte pour le championnat, il n'aurait pas dû prendre autant de risques alors que la troisième place assurée était à Imola « le mieux que l'on pouvait faire ».
Lando Norris, qui a roulé parmi les quatre premiers durant toute la course, obtient le sixième podium de sa carrière. Après avoir pris un excellent départ, George Russell résiste jusqu'au bout aux assauts de Valtteri Bottas pour prendre les douze points de la quatrième place en souffrant physiquement du marsouinage qui affecte sa voiture. Yuki Tsunoda emmène son AlphaTauri en septième position avec un rythme solide et quelques beaux dépassements, et Aston Martin marque ses premiers points avec la huitième place de Lance Stroll et la dixième de Sebastian Vettel, Kevin Magnussen s'intercalant entre eux, au neuvième rang. Lewis Hamilton mène une course anonyme, butant à partir du vingtième tour sur Pierre Gasly, et voyant s'agiter des drapeaux bleus pour se faire prendre un tour par Verstappen au quarante-et-unième passage, avant de passer sous le drapeau à damier en treizième position, et de recevoir par radio les excuses de Toto Wolff pour une W13 « inconduisible ».
Si Leclerc conserve la tête du championnat avec 86 points, Max Verstappen occupe désormais la deuxième place (59 points) et Pérez grimpe en troisième position (54 points), devant Russell (49 points) et Sainz qui dégringole au cinquième rang (35 points) ; suivent Norris (35 points), Hamilton (28 points), Bottas (24 points), Ocon (20 points) et Magnussen, dixième avec 15 points. Ferrari est toujours à la première place du classement des constructeurs (124 points) mais Red Bull se rapproche avec ses 113 points alors que Mercedes occupe la troisième place (77 points) devant McLaren (46 points). Alfa Romeo est cinquième, suivie par Alpine (22 points), AlphaTauri (16 points), Haas (15 points), Aston Martin (5 points) et Williams (1 point) ; toutes les écuries ont désormais marqué.

## La nouvelle formule de la course sprint
Imola est le théâtre, le samedi, de la nouvelle formule de la « course sprint » à l'arrivée de laquelle les huit premiers marquent des points. Le sprint se déroule sur 21 tours. À la différence de l'année précédente, la pole position est statistiquement accordée à l'auteur du meilleur temps de la phase 3 des qualifications du vendredi, le sprint continuant cependant à déterminer la grille de départ de la course dominicale. Ainsi, un pilote qui réalise la pole position, gagne le sprint puis la course avec le meilleur tour peut marquer 34 points dans le weekend.

## Pneus disponibles
| Pneus pour piste sèche | Pneus pour piste sèche | Pneus pour piste sèche | Pneus pluie    | Pneus pluie |
| ---------------------- | ---------------------- | ---------------------- | -------------- | ----------- |
| Durs (Type C2)         | Medium (Type C3)       | Tendres (Type C4)      | Intermédiaires | Pluie       |

## Essais libres et qualifications

### Première séance d'essais libres, le vendredi de 13 h 30 à 14 h 30
| Pos. | Pilote           | Voiture      | Chrono         | Écart     |
| ---- | ---------------- | ------------ | -------------- | --------- |
| 1    | Charles Leclerc  | Ferrari      | 1 min 29 s 402 |           |
| 2    | Carlos Sainz Jr. | Ferrari      | 1 min 30 s 279 | + 0 s 877 |
| 3    | Max Verstappen   | Red Bull     | 1 min 30 s 867 | + 1 s 465 |
| 4    | Kevin Magnussen  | Haas-Ferrari | 1 min 32 s 439 | + 3 s 037 |
| 5    | Mick Schumacher  | Haas-Ferrari | 1 min 32 s 988 | + 3 s 586 |
| 6    | Sergio Pérez     | Red Bull     | 1 min 33 s 012 | + 3 s 610 |

- La pluie tombe sur l'Autodromo Enzo e Dino Ferrari quand commencent ces premiers essais libres. Les pilotes roulent en pneus maxi-pluie puis, la trajectoire s'asséchant, réalisent leurs meilleurs temps en gommes intermédiaires[8]. En testant les limites d'adhérence, ils sont nombreux, comme Charles Leclerc, à partir plusieurs fois à la faute, en commettant têtes-à-queue ou sorties de piste[8]. Leclerc réalise le meilleur temps avec le record de chacun des trois secteurs de la piste, en creusant des écarts importants, y compris sur son coéquipier[8]. Le septuple champion du monde Lewis Hamilton qui n'arrive pas à monter ses pneus à la bonne température, réalise le dix-huitième temps de la séance, à plus de 7 secondes de Leclerc[9].

### Séance de qualifications, le vendredi de 16 h à 17 h
| Pos. | Pilote           | Écurie                | Qualifications 1 | Qualifications 2 | Qualifications 3 |
| ---- | ---------------- | --------------------- | ---------------- | ---------------- | ---------------- |
| 1    | Max Verstappen   | Red Bull              | 1 min 19 s 295   | 1 min 18 s 793   | 1 min 27 s 999   |
| 2    | Charles Leclerc  | Ferrari               | 1 min 18 s 796   | 1 min 19 s 584   | 1 min 28 s 778   |
| 3    | Lando Norris     | McLaren-Mercedes      | 1 min 20 s 168   | 1 min 19 s 294   | 1 min 29 s 131   |
| 4    | Kevin Magnussen  | Haas-Ferrari          | 1 min 20 s 147   | 1 min 19 s 902   | 1 min 29 s 164   |
| 5    | Fernando Alonso  | Alpine-Renault        | 1 min 20 s 198   | 1 min 19 s 595   | 1 min 29 s 202   |
| 6    | Daniel Ricciardo | McLaren-Mercedes      | 1 min 19 s 980   | 1 min 20 s 031   | 1 min 29 s 742   |
| 7    | Sergio Pérez     | Red Bull              | 1 min 19 s 773   | 1 min 19 s 296   | 1 min 29 s 808   |
| 8    | Valtteri Bottas  | Alfa Romeo-Ferrari    | 1 min 20 s 419   | 1 min 20 s 192   | 1 min 30 s 439   |
| 9    | Sebastian Vettel | Aston Martin-Mercedes | 1 min 20 s 364   | 1 min 19 s 957   | 1 min 31 s 062   |
| 10   | Carlos Sainz Jr. | Ferrari               | 1 min 19 s 305   | 1 min 18 s 990   | Pas de temps     |
| 11   | George Russell   | Mercedes              | 1 min 20 s 383   | 1 min 20 s 757   |                  |
| 12   | Mick Schumacher  | Haas-Ferrari          | 1 min 20 s 422   | 1 min 20 s 916   |                  |
| 13   | Lewis Hamilton   | Mercedes              | 1 min 20 s 470   | 1 min 21 s 138   |                  |
| 14   | Zhou Guanyu      | Alfa Romeo-Ferrari    | 1 min 19 s 730   | 1 min 21 s 434   |                  |
| 15   | Lance Stroll     | Aston Martin-Mercedes | 1 min 20 s 342   | 1 min 28 s 119   |                  |
| 16   | Yuki Tsunoda     | AlphaTauri-Red Bull   | 1 min 20 s 474   |                  |                  |
| 17   | Pierre Gasly     | AlphaTauri-Red Bull   | 1 min 20 s 732   |                  |                  |
| 18   | Nicholas Latifi  | Williams-Mercedes     | 1 min 21 s 971   |                  |                  |
| 19   | Esteban Ocon     | Alpine-Renault        | 1 min 22 s 338   |                  |                  |
| Nq.  | Alexander Albon  | Williams-Mercedes     | Pas de temps     |                  |                  |

La séance de qualification ayant été déclarée « humide » par la direction de course, la règle des 107 % ne s'applique pas. Ainsi, bien que n'ayant pas réalisé de tour chronométré, Alexander Albon est autorisé à prendre le départ du sprint en accord avec  l'article 36.2 du règlement sportif de la Formule 1,,.
L'explosion du système de freinage arrière de la voiture d'Albon provoque une première interruption au drapeau rouge lors de la Q1. La piste est sèche durant la Q2 où les meilleurs temps sont réalisés en pneus tendres mais Carlos Sainz Jr. tape les protections et détruit l'avant de sa F1-75 en sortant de la piste, ce qui provoque un nouveau drapeau rouge ; le temps que la séance reprenne, la pluie est de retour et tous restent au stand,,.
Pour la Q3, les pilotes chaussent des pneus intermédiaires. Kevin Magnussen sort dans le bac à graviers et la direction de course interrompt immédiatement la séance alors que le Danois parvient à se dégager et à reprendre la piste. Valtteri Bottas sort ensuite du tracé à cause d'un bris mécanique. Dans un premier temps, le drapeau jaune est brandi. Max Verstappen passe sur la zone, ralentit, accélère à nouveau et réalise le meilleur temps qui lui vaut la pole position avant que le drapeau passe au rouge. Enfin, Lando Norris perd le contrôle de sa MCL36, provoquant un cinquième drapeau rouge à un peu moins de trois minutes du terme. Alors que Charles Leclerc avait pris le pari de garder un train de gommes neuves pour l'explication finale, la séance ne reprend pas,,.

### Deuxième séance d'essais libres, le samedi de 12 h 30 h à 13 h 30
| Pos. | Pilote           | Voiture        | Chrono         | Écart     |
| ---- | ---------------- | -------------- | -------------- | --------- |
| 1    | George Russell   | Mercedes       | 1 min 19 s 457 |           |
| 2    | Sergio Pérez     | Red Bull       | 1 min 19 s 538 | + 0 s 081 |
| 3    | Charles Leclerc  | Ferrari        | 1 min 19 s 740 | + 0 s 283 |
| 4    | Lewis Hamilton   | Mercedes       | 1 min 19 s 99Z | + 0 s 535 |
| 5    | Fernando Alonso  | Alpine-Renault | 1 min 20 s 174 | + 0 s 717 |
| 6    | Carlos Sainz Jr. | Ferrari        | 1 min 20 s 258 | + 0 s 801 |

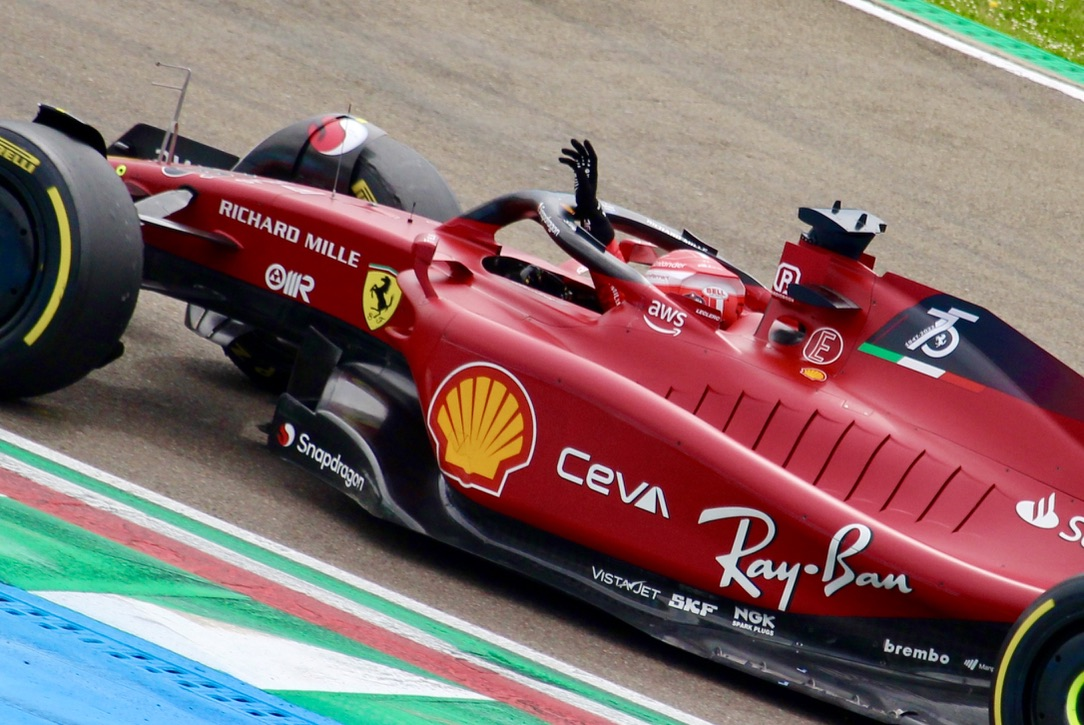
Charles Leclerc saluant la foule à la fin des EL2.

Alors que George Russell réalise le meilleur temps, Valtteri Bottas et Daniel Ricciardo ne sortent pas de leur garage. Pour le Finlandais, c'est la conséquence de son bris d'échappement suivi d'un crash lors des qualifications : le plancher, la boîte de vitesses et le faisceau de sa C42 ont brûlé et n'ont pas été remplacés à temps. Pour l'Australien il s'agit d'un problème moteur non résolu. Son coéquipier Lando Norris roule très peu, en proie à des problèmes de freins.

## Course Sprint

### Sprint, le samedi
| Pos. | Pilote           | Voiture               | Tours | Temps/Abandon   | Grille | Points |
| ---- | ---------------- | --------------------- | ----- | --------------- | ------ | ------ |
| 1    | Max Verstappen   | Red Bull              | 21    | 30 min 39 s 567 | 1      | 8      |
| 2    | Charles Leclerc  | Ferrari               | 21    | + 2 s 975       | 2      | 7      |
| 3    | Sergio Pérez     | Red Bull              | 21    | + 4 s 721       | 7      | 6      |
| 4    | Carlos Sainz Jr. | Ferrari               | 21    | + 17 s 578      | 10     | 5      |
| 5    | Lando Norris     | McLaren-Mercedes      | 21    | + 24 s 561      | 3      | 4      |
| 6    | Daniel Ricciardo | McLaren-Mercedes      | 21    | + 27 s 740      | 6      | 3      |
| 7    | Valtteri Bottas  | Alfa Romeo-Ferrari    | 21    | + 28 s 133      | 8      | 2      |
| 8    | Kevin Magnussen  | Haas-Ferrari          | 21    | + 30 s 712      | 4      | 1      |
| 9    | Fernando Alonso  | Alpine-Renault        | 21    | + 32 s 278      | 5      |        |
| 10   | Mick Schumacher  | Haas-Ferrari          | 21    | + 33 s 773      | 12     |        |
| 11   | George Russell   | Mercedes              | 21    | + 36 s 284      | 11     |        |
| 12   | Yuki Tsunoda     | AlphaTauri-Red Bull   | 21    | + 38 s 298      | 16     |        |
| 13   | Sebastian Vettel | Aston Martin-Mercedes | 21    | + 40 s 177      | 9      |        |
| 14   | Lewis Hamilton   | Mercedes              | 21    | + 41 s 459      | 13     |        |
| 15   | Lance Stroll     | Aston Martin-Mercedes | 21    | + 42 s 910      | 15     |        |
| 16   | Esteban Ocon     | Alpine-Renault        | 21    | + 43 s 517      | 19     |        |
| 17   | Pierre Gasly     | AlphaTauri-Red Bull   | 21    | + 43 s 794      | 17     |        |
| 18   | Alexander Albon  | Williams-Mercedes     | 21    | + 48 s 871      | 20     |        |
| 19   | Nicholas Latifi  | Williams-Mercedes     | 21    | + 52 s 017      | 18     |        |
| Abd. | Zhou Guanyu      | Alfa Romeo-Ferrari    | 0     | Accrochage      | 14     |        |

La voiture de sécurité est de sortie dès le début du sprint, à cause d'un accrochage entre Pierre Gasly, qui doit retourner au stand changer un pneu avant crevé et le museau de sa voiture, et Zhou Guanyu, contraint à l'abandon après avoir tapé le muret et ayant abimé son Alfa Romeo C42.

### Grille de départ
La grille de départ correspond à l'ordre d'arrivée du sprint. Zhou Guanyu, victime d'une sortie de piste après un accrochage et une sortie de piste dans le premier tour et ayant abimé sa C42 qui doit être réparée, est autorisé à prendre le départ, mais depuis la voie des stands.

## Course

### Classement de la course
| Pos. | no | Pilote           | Écurie                | Tours | Temps/Abandon                                     | Grille  | Points |
| ---- | -- | ---------------- | --------------------- | ----- | ------------------------------------------------- | ------- | ------ |
| 1    | 1  | Max Verstappen   | Red Bull              | 63    | 1 h 32 min 07 s 986 (201,263 km/h)                | 1       | 25 + 1 |
| 2    | 11 | Sergio Pérez     | Red Bull              | 63    | + 16 s 527                                        | 3       | 18     |
| 3    | 4  | Lando Norris     | McLaren-Mercedes      | 63    | + 34 s 834                                        | 5       | 15     |
| 4    | 63 | George Russell   | Mercedes              | 63    | + 42 s 506                                        | 11      | 12     |
| 5    | 77 | Valtteri Bottas  | Alfa Romeo-Ferrari    | 63    | + 43 s 181                                        | 7       | 10     |
| 6    | 16 | Charles Leclerc  | Ferrari               | 63    | + 56 s 072                                        | 2       | 8      |
| 7    | 22 | Yuki Tsunoda     | AlphaTauri-Red Bull   | 63    | + 1 min 01 s 110                                  | 12      | 6      |
| 8    | 5  | Sebastian Vettel | Aston Martin-Mercedes | 63    | + 1 min 10 s 892                                  | 13      | 4      |
| 9    | 20 | Kevin Magnussen  | Haas-Ferrari          | 63    | + 1 min 15 s 260                                  | 8       | 2      |
| 10   | 18 | Lance Stroll     | Aston Martin-Mercedes | 62    | + 1 tour                                          | 15      | 1      |
| 11   | 23 | Alexander Albon  | Williams-Mercedes     | 62    | + 1 tour                                          | 18      |        |
| 12   | 10 | Pierre Gasly     | AlphaTauri-Red Bull   | 62    | + 1 tour                                          | 17      |        |
| 13   | 44 | Lewis Hamilton   | Mercedes              | 62    | + 1 tour                                          | 14      |        |
| 14   | 31 | Esteban Ocon     | Alpine-Renault        | 62    | + 1 tour (dont 5 s de pénalité purgées en course) | 16      |        |
| 15   | 24 | Zhou Guanyu      | Alfa Romeo-Ferrari    | 62    | + 1 tour                                          | pitlane |        |
| 16   | 6  | Nicholas Latifi  | Williams-Mercedes     | 62    | + 1 tour                                          | 19      |        |
| 17   | 47 | Mick Schumacher  | Haas-Ferrari          | 62    | + 1 tour                                          | 10      |        |
| 18   | 3  | Daniel Ricciardo | McLaren-Mercedes      | 62    | + 1 tour                                          | 6       |        |
| Abd. | 14 | Fernando Alonso  | Alpine-Renault        | 6     | Dégâts                                            | 9       |        |
| Abd. | 55 | Carlos Sainz Jr. | Ferrari               | 0     | Accrochage                                        | 4       |        |

### Pole position et record du tour
- Pole position :  Max Verstappen (Red Bull) en 1 min 27 s 999 (200,825 km/h)[19].
- Vainqueur du Sprint :  Max Verstappen (Red Bull) en 30 min 39 s 567 (201,317 km/h)[20].
- Meilleur tour en course :  Max Verstappen (Red Bull) en 1 min 18 s 446 (225,281 km/h) au cinquante-cinquième tour ;  vainqueur de la course, il remporte le point bonus associé au meilleur tour en course[21].

### Tours en tête
- Max Verstappen (Red Bull) : 63 tours (1-63)[22]

## Classements généraux à l'issue de la course
| Pos. | Pilote           | Écurie                | Points |
| ---- | ---------------- | --------------------- | ------ |
| 1    | Charles Leclerc  | Ferrari               | 86     |
| 2    | Max Verstappen   | Red Bull              | 59     |
| 3    | Sergio Pérez     | Red Bull              | 54     |
| 4    | George Russell   | Mercedes              | 49     |
| 5    | Carlos Sainz Jr. | Ferrari               | 38     |
| 6    | Lando Norris     | McLaren-Mercedes      | 35     |
| 7    | Lewis Hamilton   | Mercedes              | 28     |
| 8    | Valtteri Bottas  | Alfa Romeo-Ferrari    | 24     |
| 9    | Esteban Ocon     | Alpine-Renault        | 20     |
| 10   | Kevin Magnussen  | Haas-Ferrari          | 15     |
| 11   | Daniel Ricciardo | McLaren-Mercedes      | 11     |
| 12   | Yuki Tsunoda     | AlphaTauri-Red Bull   | 10     |
| 13   | Pierre Gasly     | AlphaTauri-Red Bull   | 6      |
| 14   | Sebastian Vettel | Aston Martin-Mercedes | 4      |
| 15   | Fernando Alonso  | Alpine-Renault        | 2      |
| 16   | Zhou Guanyu      | Alfa Romeo-Ferrari    | 1      |
| 17   | Alexander Albon  | Williams-Mercedes     | 1      |
| 18   | Lance Stroll     | Aston Martin-Mercedes | 1      |

| Pos. | Écurie                | Points |
| ---- | --------------------- | ------ |
| 1    | Ferrari               | 124    |
| 2    | Red Bull              | 113    |
| 3    | Mercedes              | 77     |
| 4    | McLaren-Mercedes      | 46     |
| 5    | Alfa Romeo-Ferrari    | 25     |
| 6    | Alpine-Renault        | 22     |
| 7    | AlphaTauri-Red Bull   | 16     |
| 8    | Haas-Ferrari          | 15     |
| 9    | Aston Martin-Mercedes | 5      |
| 10   | Williams-Mercedes     | 1      |

## Statistiques
Le Grand Prix d'Émilie-Romagne 2022 représente :
- la 14e pole position de Max Verstappen, sa première de la saison[25] ;
- la 22e victoire de Max Verstappen, sa deuxième de la saison[26] ;
- le 4e hat trick de Max Verstappen[27] ;
- le 2e grand chelem  de Max Verstappen[28] ;
- la 77e victoire de Red Bull en tant que constructeur[29] ;
- la 2e victoire de Red Bull en tant que motoriste[30] ;
- le 18e doublé pour Red Bull Racing en tant que constructeur, le premier depuis le Grand Prix de Malaisie 2016[31].

Au cours de ce Grand Prix :
- pour la première fois depuis le Grand Prix du Japon 2012, aucune Mercedes n'atteint la phase finale des qualifications[32] ;
- pour la première fois de l'histoire de la Formule 1, deux pilotes (Charles Leclerc à Melbourne et Max Verstappen à Imola) réalisent un grand chelem lors de deux Grands Prix consécutifs[33] ;
- Kevin Magnussen, quatrième de la phase Q3, réalise la meilleure qualification de Haas F1 Team depuis les débuts de l'écurie en 2016[34] ;
- Max Verstappen est élu « Pilote du jour » à l'issue d'un vote organisé sur le site officiel de la Formule 1[35] ;
- Max Verstappen passe la barre des 1 600 points inscrits en Formule 1 (1 616,5 points)[36] ;
- le total de 34 points marqués par Max Verstappen est inédit ; celui de Red Bull Racing, 58 points sur 59 possibles (14 lors du sprint, 44 lors du doublé en course et le point du meilleur tour) l'est tout autant[37] ;
- Mika Salo (110 Grands Prix disputés entre 1994 et 2002, deux podiums et 33 points inscrits, vainqueur de la catégorie GT2 des 24 Heures du Mans en 2008 et 2009, du championnat American Le Mans Series en 2007 et des 12 Heures de Bathurst en 2014) est nommé assistant des commissaires de course pour ce Grand Prix[38].